# Rairakhol (stato)
Lo Stato di Rairakhol fu uno stato principesco del subcontinente indiano, avente per capitale la città di Rairakhol.

## Storia
Secondo la tradizione locale, già dal XVII secolo un ramo della dinastia Kadamba dello stato di Bonai si stabilì in quell'area come feudatario dello stato di Bamra e vi rimase sino a tutto il XVIII secolo.
Nel 1825, sotto protettorato britannico, il raja Bishan Chandra Jenamuni vi andò a costituire uno stato indipendente e nel 1867 ottenne un sanad dalle autorità britanniche che lo riconobbero stato di diritto. Lo stato era comunque sottoposto al controllo del commissario della divisione di Chhattisgarh delle Province Centrali e tale rimase sino al 1905, passando poi sotto la presidenza del Bengala. Il suo successore Gaura Chandra Deo adottò Bir Chandra Jadumani Deo Jenamuni, discendente dalla dinastia di Kadamba, quale suo successore. Il 1º gennaio 1948, questi siglò l'instrument of accession all'Unione Indiana.

## Governanti
I governanti avevano il titolo di Raja.

### Raja
- Bishan Chandra Jenamuni (1825 – 10 giugno 1900)
- Gaura Chandra Deo (10 giugno 1900 – 3 luglio 1906)
- Bir Chandra Jadumani Deo Jenamuni (3 luglio 1906 – 1 gennaio 1948)